# Cửa khẩu Bờ Y
Cửa khẩu Quốc tế Bờ Y là cửa khẩu quốc tế tại vùng đất xã Bờ Y, tỉnh Quảng Ngãi, Việt Nam .
Cửa khẩu Quốc tế Bờ Y thông thương sang cửa khẩu Phoukeua (Phù Kưa) ở muang Phouvong, tỉnh Attapeu, CHDCND Lào .
Cửa khẩu Quốc tế Bờ Y là điểm cuối quốc lộ 40 trên đất Việt Nam, nối với Quốc lộ 11 của Lào.

## Khu kinh tế cửa khẩu Bờ Y
Cửa khẩu là thành tố chính để lập ra Khu kinh tế cửa khẩu quốc tế Bờ Y, bao gồm các xã Sa Loong, Pờ Y, Đăk Xú, Đăk Nông, Đăk Dục, và thị trấn Plei Kần, thuộc huyện Ngọc Hồi.
Năm 2013, khu kinh tế này được xếp là một trong 8 Khu kinh tế cửa khẩu được lựa chọn để tập trung đầu tư phát triển từ nguồn ngân sách nhà nước trong giai đoạn 2013 – 2015. Khu kinh tế được lập dự án là sẽ "trở thành đô thị biên giới" với những mục tiêu trong mơ như "Làng văn hóa ASEAN, Khu nghiên cứu khoa học và công nghệ, Khu Thương mại Quốc tế, Các khu du lịch sinh thái, khu vui chơi..."
Tuy nhiên khu kinh tế đặt ở vùng núi dân cư thưa thớt, kinh tế chưa phát triển ở cả ba nước Việt Nam, Lào, Campuchia. Nó được coi là có tầm nhìn quá xa. Cửa khẩu quốc tế Bờ Y, ngoài vai trò một cửa khẩu trên quốc lộ 40 sang tỉnh Attapeu của Lào để trao đổi gỗ và lâm sản, thì các hoạt động sản xuất khác chỉ ở mức èo uột.
Vì thế có những đánh giá khác nhau về hiệu quả khu kinh tế, trong đó coi khu kinh tế tại cửa khẩu Bờ Y là "giấc mơ đã tan vỡ". Dẫu rằng thỉnh thoảng có sự hâm lại như coi là "điểm hẹn lạc quan" thì câu hỏi "Khu nghiên cứu khoa học và công nghệ khoảng 750 ha để làm gì ở nơi heo hút, chỉ có chế biến lâm sản là chính" vẫn lởn vởn đâu đó. Mặt khác khả năng cạnh tranh chức năng "hành lang đông tây" với tuyến Đà Nẵng - Đăk Ôôc - Bolaven xem ra là thấp.

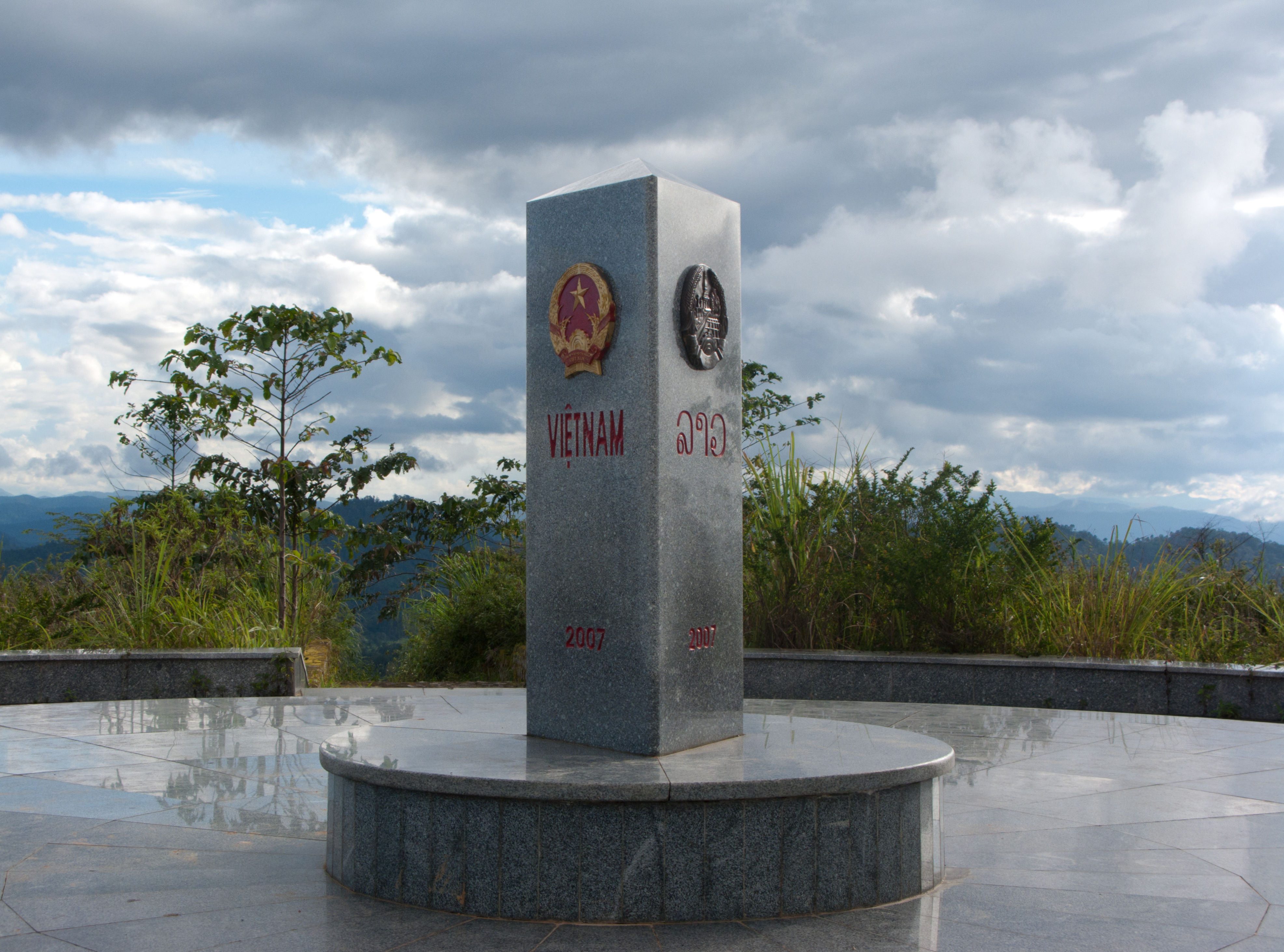
Cột mốc ngã ba biên giới 3 nước Đông Dương Việt Nam-Lào-Campuchia
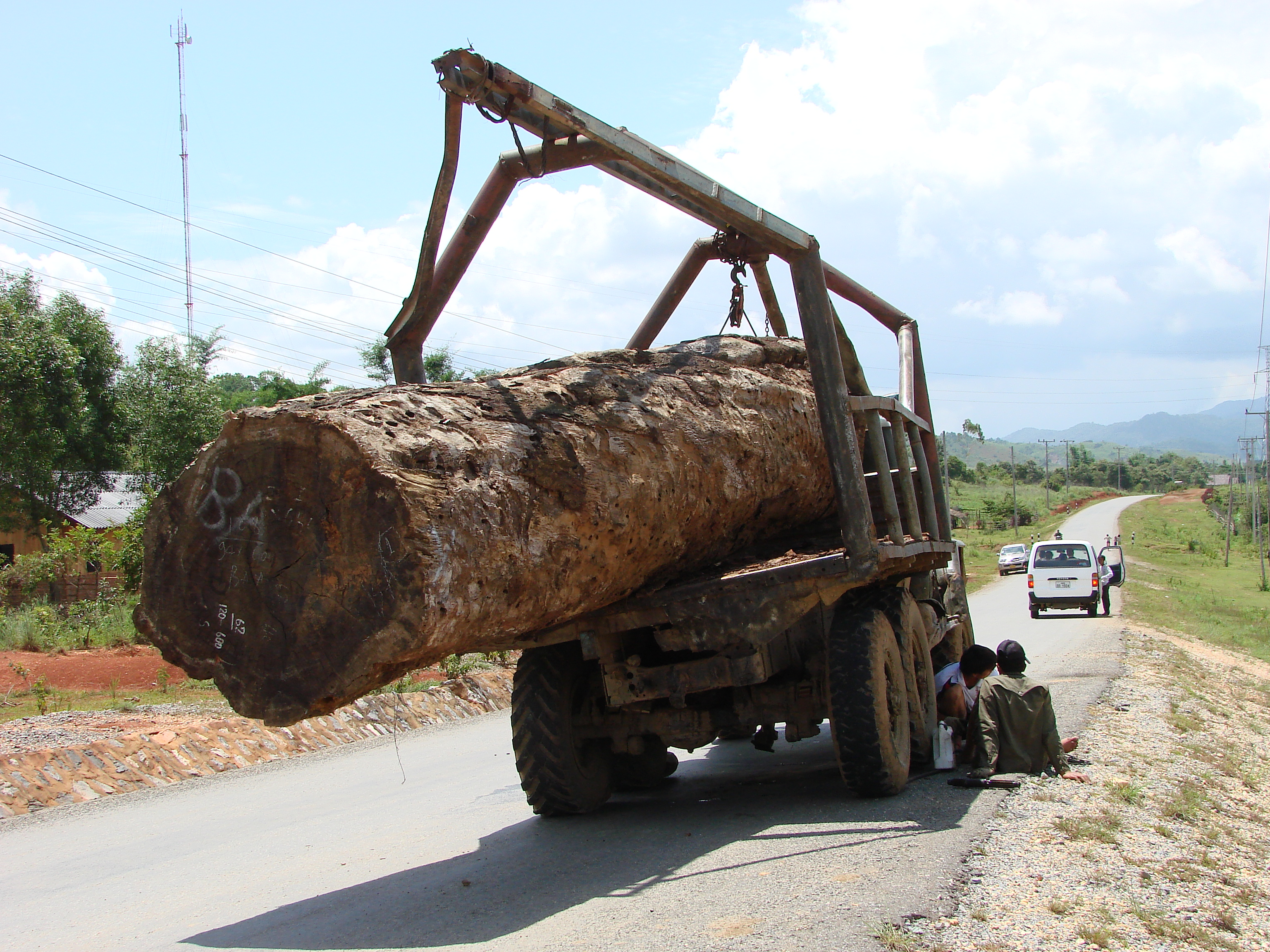
Xe tải chở gỗ ở Lào (2009)